# Уолтерс, Фред
Фредерик Огастэс (Фред) Уолтерс (англ. Augustus Frederick (Fred) Wolters; 14 июня 1904, Сан-Франциско, Калифорния — 29 декабря 1990, Сан-Леандро, Калифорния) — американский хоккеист на траве, защитник. Бронзовый призёр летних Олимпийских игр 1932 года.

## Биография
Фред Уолтерс родился 14 июня 1904 года в американском городе Сан-Франциско.
В 1932 году вошёл в состав сборной США по хоккею на траве на летних Олимпийских играх в Лос-Анджелесе и завоевал бронзовую медаль. Играл на позиции защитника, провёл 1 матч, мячей не забивал.
Умер 29 сентября 1990 года в американском городе Сан-Леандро.